# Gay Erotic Video Awards
Gay Erotic Video Awards (GEVA), přezdívané též Dickie Awards nebo Dickies, byly americké ceny v oblasti gay pornografického průmyslu, podle J. A. Thomase jedny z nejprominentnějších. Od roku 1992 je každoročně udílel magazín Gay Video Guide (GVG), původně pod názvem Gay Video Guide Awards. Z filmů přihlášených do soutěže (průměrně až pěti set ročně) redaktoři sestavili nominace, z nichž vybírala vítěze porota kritiků a celebrit. Udílení cen pokračovalo i po skončení magazínu pod názvem Gay Erotic Video Awards. Poslední udílení proběhlo v roce 1999.

## Držitelé ceny
Nejoceňovanějším filmem se stal v roce 1994 Flashpoint: Hot As Hell s cenou za nejlepší film, režii, kameru, herce ve vedlejší roli a erotickou scénu, avšak v roce 1998 byl překonán snímkem Three Brothers, jehož tvůrci si odnesli šest cen: za režii, scénář, herce, ejakulaci, erotickou scénu a skupinovou scénu.
Zvláštní kategorii představovala Leo Ford Humanitary Award udělovaná za mimořádné příspěvky na charitativní účely. Cena byla pojmenována po pornoherci Leo Fordovi, který v roce 1985 hrál v historicky prvním videu zobrazujícím chráněný styk s použitím kondomu.

### 1992
Ceny za produkt:
Nejlepší film (Best Video)
Kiss-Off (All Worlds Video, r. Jerry Douglas)
Nejlepší sólový film (Best Solo Video)
My Own Private Kentucky Studs (Planet Group Video, r. John Summers)
Nejlepší sexuální komedie (Best Sex Comedy)
Head Bangers (YMAC Video, r. Richard Lawrence)
Nejlepší bisexuální film (Best Bisexual Video)
Down Bi Law (Catalina Video, r. Josh Eliot)
Nejlepší specializovaný film (Best Special Interest Video)
Razor Close (HIS Video, r. neuveden)
Nejlepší vyobrazení bezpečného sexu (Best Depiction of Safe Sex)
Jumper (HIS Video, r. Chi Chi LaRue)
Ceny za výkon:
Nejlepší herec (Best Actor)
Danny Sommers v True (Vivid Man Video, r. Jim Steel)
Nejlepší herec ve vedlejší roli (Best Supporting Actor)
David Rockmore v Jumper (HIS Video, r. Chi Chi LaRue)
Nejlepší nováček (Best Newcomer)
Randy Mixer
Nejlepší transgender (Best Gender Bender)
Kourtney Van Wales v Steel Garters (Catalina Video, r. Chi Chi LaRue)
Nejlepší nesexuální role (Best Non-sexual Role)
Sharon Kane v Majestic Knights (Paul Norman Productions, r. Sebastian Lore)
Nejlépe sténající účinkující (Best Groaner)
Jason Ross v Songs In The Key Of Sex (HIS Video, r. Chi Chi LaRue)
Nejlepší výstřik (Best Cum Shot)
Wes Daniels v Majestic Knights (Paul Norman Productions, r. Sebastian Lore)
Nejlepší erotická scéna (Best Erotic Scene)
Damien a DCota v Buttbusters (Falcon Studios, r. Steven Scarborough)
Nejlepší orální scéna (Best Oral Scene)
Mitch Taylor a Randy White v Night Force (Catalina Video, r. Chet Thomas)
Nejlepší „trojka“ (Best 3-Way)
Alex Thomas, Arik Travis a Steve Cody v Break In (Mustang Studios, r. neuveden)
Ceny za produkci:
Nejlepší režie (Best Director)
Jerry Douglas a Chi Chi LaRue za Kiss-Off (All Worlds Video)
Nejlepší scénář (Best Screenplay)
Stan Ward za Jumper (HIS Video, r. Chi Chi LaRue)
Nejlepší kamera (Best Cinematography)
Josh Eliot za Sterling Ranch
Nejlepší střih (Best Editing)
Chet Thomas za Night Force (Catalina Video, r. Chet Thomas)
Nejlepší hudba (Best Music)
Sharon Kane a Chris Green za Songs In The Key Of Sex (HIS Video, r. Chi Chi LaRue)
Zvláštní ceny:
Síň slávy (Hall of Fame)
Jack Wrangler
(Biggest Bitch on the Set)
Matt Gunther
[ zpět nahoru ]

### 1993
Ceny za produkt:
Nejlepší film (Best Video)
Honorable Discharge (All Worlds Video, r. Jerry Douglas)
Nejlepší sólový film (Best Solo Video)
A Day in the Life of Axel Garret (All Worlds Video, r. Dirk Yates)
Nejlepší sexuální komedie (Best Sex Comedy)
Deception 1 & 2 (HIS Video, r. William Hunter)
Nejlepší bisexuální film (Best Bisexual Video)
Valley of the Bi Dolls (Catalina Video, r. Josh Eliot)
Nejlepší specializovaný film (Best Special Interest Video)
Hard Body Video Magazine 1 (Odyssey Men Video, r. Chi Chi LaRue)
Nejlepší vyobrazení bezpečného sexu (Best Depiction of Safe Sex)
Hologram (HIS Video, r. Chi Chi LaRue)
Ceny za výkon:
Nejlepší herec (Best Actor)
Rob Cryston
Nejlepší herec ve vedlejší roli (Best Supporting Actor)
Johnny Rahm v Body Search (HIS Video, r. Chi Chi LaRue)
Nejlepší nováček (Best Newcomer)
Derek Cruise
Nejlepší transgender (Best Gender Bender)
Chi Chi LaRue v Valley of the Bi Dolls (Catalina Video, r. Josh Eliot)
Nejlepší nesexuální role (Best Non-sexual Role)
Gloria Leonard v Valley of the Bi Dolls (Catalina Video, r. Josh Eliot)
Nejlépe sténající účinkující (Best Groaner)
Jon Vincent v Idol Thoughts (Catalina Video, r. Taylor Hudson)
Nejlepší výstřik (Best Cum Shot)
Zak Spears
Nejlepší erotická scéna (Best Erotic Scene)
Chuck Barron a Jason Andrews v Honorable Discharge (All Worlds Video, r. Jerry Douglas)
Nejlepší orální scéna (Best Oral Scene)
Tom Katt a Ryan Idol v Idol Thoughts (Catalina Video, r. Taylor Hudson)
Nejlepší „trojka“ (Best 3-Way)
Chuck Barron, Chris McKenzie a Brad Eriksen v Honorable Discharge (All Worlds Video, r. Jerry Douglas)
Ceny za produkci:
Nejlepší režie (Best Director)
Steven Scarborough za The Abduction 2 & 3 (Falcon Studios)
Nejlepší scénář (Best Screenplay)
Josh Eliot za Single White Male (Catalina Video, r. Josh Eliot)
Nejlepší kamera (Best Cinematography)
Todd Montgomery za The Abduction 2 & 3 (Falcon Studios, r. Steven Scarborough)
Nejlepší střih (Best Editing)
Dave Kinnick za Hologram (HIS Video, r. Chi Chi LaRue)
Nejlepší hudba (Best Music)
Sharon Kane za Valley of the Bi Dolls (Catalina Video, r. Josh Eliot)
Zvlášťní ceny:
Síň slávy (Hall of Fame)
Richard Locke
Humanitární cena Leo Forda (Leo Ford Humanitarian Award)
Ren Adams
[ zpět nahoru ]

### 1994
V roce 1994 byla nově udělena ocenění v kategorii mezinárodního filmu a obalu.
Ceny za produkt:
Nejlepší film roku (Best Video of the Year)
Flashpoint (Falcon Studios, r. John Rutherford)
Nejlepší sólový film (Best Solo Video)
Supermodels of Advocate Men (Liberation Publications, r. Chi Chi LaRue)
Nejlepší sexuální komedie (Best Sex Comedy)
Sunsex Boulevard (Catalina Video, r. Brad Austin)
Nejlepší mezinárodní film (Best International Video)
Pleasure Express (Falcon International, r. George Duroy)
Nejlepší bisexuální film (Best Bisexual Video)
Revenge of the Bi-Dolls (Catalina Video, r. Josh Eliot)
Nejlepší specializovaný film (Best Special Interest Video)
The Wild Ones (Renegade Studios/MarcoStudio, r. Durk Dehner)
Nejlepší vyobrazení bezpečného sexu (Best Depiction of Safe Sex)
Safe Sex: A Gay Man's Guide (Vivid Man Video/Hard as Steel Production, r. Jim Steel)
Ceny za výkon:
Nejlepší herec (Best Actor)
Grant Larson v Fulton Street (Bijou Video, r. Mike Donner)
Zak Spears v Sunsex Boulevard (Catalina Video, r. Brad Austin)
Nejlepší herec ve vedlejší roli (Best Supporting Actor)
Scott Baldwin v Flashpoint (Falcon Studios, r. John Rutherford)
Nejlepší nováček (Best Newcomer)
Hal Rockland
Nejlepší transgender (Best Gender Bender)
Lana Luster alias Vince Harrington v The Bi Valley (Bi-Line Productions/Winners Media Group, r. Paul Pauleterri)
Nejlepší nesexuální role (Best Nonsexual Role)
Chi Chi LaRue v Revenge of the Bi Dolls (Catalina Video, r. Josh Eliot)
Nejlépe sténající účinkující (Best Groaner)
Chip Daniels v Grease Guns (Studio 2000, r. John Travis)
Nejlepší výstřik (Best Cum Shot)
Dallas Taylor v Slave Auction (Palomino Films, r. David Davenport)
Nejlepší erotická scéna (Best Erotic Scene)
Scott Baldwin a Brad Hunt v Flashpoint (Falcon Studios, r. John Rutherford)
Nejlepší orální scéna (Best Oral Scene)
Tanner Reeves a Brett Ford v Boot Black (HIS Video, r. Chi Chi LaRue)
Nejlepší „trojka“ (Best 3-Way)
Hunter Scott, Anthony Moore a Chad Donovan v Workin' Stiff (Falcon Studios, r. John Rutherford)
Ceny za produkci:
Nejlepší režie (Best Director)
John Rutherford za Flashpoint (Falcon Studios, r. John Rutherford)
Nejlepší scénář (Best Screenplay)
Gender za Posing Strap (HIS Video, r. Chi Chi LaRue)
Nejlepší kamera (Best Cinematography)
Todd Montgomery za Flashpoint (Falcon Studios, r. John Rutherford)
Nejlepší střih (Best Editing)
Tab Lloyd za Posing Strap (HIS Video, r. Chi Chi LaRue)
Nejlepší hudba (Best Music)
Sharon Kane, Chris Green a Rock Hard za Revenge of the Bi Dolls (Catalina Video, r. Josh Eliot)
Nejlepší obal (Best Packaging)
T. J. Renzi (Catalina)
Zvláštní ceny:
Síň slávy GVG (Gay Video Guide Hall of Fame)
Matt Sterling
Humanitární cena Leo Forda (Leo Ford Humanitarian Award)
Kevin Kramer
[ zpět nahoru ]

### 1995
V roce 1995 byla nově udělena cena v kategorii CD ROM.
Ceny za produkt:
Nejlepší film (Best Video)
The Other Side of Aspen 3 & 4 (Falcon Studios, r. John Rutherford)
Nejlepší sólový film (Best Solo Video)
Anchors Away 1 (All Worlds Video, r. Dirk Yates)
Nejlepší sexuální komedie (Best Sex Comedy)
All About Steve (HIS Video, r. Chi Chi LaRue)
Nejlepší bisexuální film (Best Bisexual Video)
Remembering Times Gone Bi (All Worlds Video, r. James C. Stark)
Nejlepší specializovaný film (Best Special Interest Video)
Pissed (Bad Brad Productions, r. Brad Braverman)
Nejlepší vyobrazení bezpečného sexu (Best Depiction of Safe Sex)
The Vampire Of Budapest (Kristen Bjorn Video, r. Kristen Bjorn)
Ceny za výkon:
Nejlepší herec (Best Actor)
Chad Knight v The Other Side of Aspen 3 & 4 (Falcon Studios, r. John Rutherford)
Nejlepší herec ve vedlejší roli (Best Supporting Actor)
Johnny Rahm v All About Steve (HIS Video, r. Chi Chi LaRue)
Nejlepší nováček (Best Newcomer)
Ken Ryker
Nejlepší transgender (Best Gender Bender)
Lana Luster v Driven Home (Celsius Productions, r. Thor Stephens)
Nejlépe sténající účinkující (Best Groaner)
York Powers v River Patrol (Titan Media, r. Bruce Cam)
Nejlepší výstřik (Best Cum Shot)
Mike Magic v A Jock's Tale (Image Video, r. Greg Young)
Nejlepší erotická scéna (Best Erotic Scene)
Brad Hunt a Chad Knight v Bad Moon Rising (All Worlds Video, r. Dave Babbitt)
Nejlepší orální scéna (Best Oral Scene)
Luc Russel a Chad Knight v Bad Moon Rising (All Worlds Video, r. Dave Babbitt)
Chris Green, Joe Romero a Jeff Jagger v Courting Libido (Courting Libido, r. Chi Chi LaRue)
Nejlepší „trojka“ (Best 3-Way)
Luc Russell, Chad Knight a Brad Hunt v Bad Moon Rising (All Worlds Video, r. Dave Babbitt)
Ceny za produkci:
Nejlepší režie (Best Director)
Chi Chi LaRue za Idol Country (HIS Video)
Nejlepší scénář (Best Screenplay)
Jerry Douglas za The Diamond Stud (Tyger Films, r. Jerry Douglas)
Nejlepší kamera (Best Cinematography)
Todd Mongomery za The Other Side of Aspen 3 & 4 (Falcon Studios, r. John Rutherford)
Nejlepší střih (Best Editing)
Tab Lloyd za Courting Libido (Courting Libido, r. Chi Chi LaRue)
Nejlepší hudba (Best Music)
Sharon Kane a Casey Jordan za A Score of Sex (Filmco Video, r. neuveden)
Nejlepší CD ROM (Best CDROM)
Dynastud 1 (HIS Video, r. Scott Hansen)
Zvláštní ceny:
Síň slávy (Hall of Fame)
Derrick Stanton
Humanitární cena Leo Forda (Leo Ford Humanitarian Award)
Ren Adams
[ zpět nahoru ]

### 1996
V roce 1996 byla nově udělena ocenění v kategoriích aktivního a pasivního herce, které nahradily zrušené kategorie „Gender Bender“ a „Groaner“.
Ceny za produkt:
Nejlepší film (Best Video)
Flesh & Blood (All Worlds Video, r. Jerry Douglas)
Nejlepší sólový film (Best Solo Video)
Party of One (Catalina Video, r. Mitchell Dunne)
Nejlepší sexuální komedie (Best Sex Comedy)
The Hills Have Bi's (Catalina Video, r. Josh Eliot)
Nejlepší mezinárodní film (Best International Video)
Lukas' Story 3 (Bel Ami, r. George Duroy)
Nejlepší bisexuální film (Best Bisexual Video)
The Hills Have Bi's (Catalina Video, r. Josh Eliot)
Nejlepší specializovaný film (Best Special Interest Video)
Call to Arms (Plain Wrapped Video, r. Steven Scarborough)
Nejlepší vyobrazení bezpečného sexu (Best Depiction of Safe Sex)
Why Marines Don't Kiss (All Worlds Video, r. Stan Ward)
Ceny za výkon:
Nejlepší herec (Best Actor)
Kurt Young v Flesh & Blood (All Worlds Video, r. Jerry Douglas)
Nejlepší herec ve vedlejší roli (Best Supporting Actor)
Scott Baldwin v Our Trespasses (All Worlds Video, r. Mike Donner)
Nejlepší nováček (Best Newcomer)
Kurt Young
Nejlepší aktivní herec (Best Top)
Matt Bradshaw
Nejlepší pasivní herec (Best Bottom)
Adam Wilde
Nejlepší nesexuální role (Best Non-sexual Role)
Jeanna Fine v Our Trespasses (All Worlds Video, r. Mike Donner)
Nejlepší výstřik (Best Cum Shot)
Lukas Ridgeston v Lukas' Story 3 (Bel Ami, r. George Duroy)
Nejlepší erotická scéna (Best Erotic Scene)
Kurt Young a Derek Cameron v Tradewinds (Matt Sterling, r. Matt Sterling)
Nejlepší orální scéna (Best Oral Scene)
Sonny Markham a Adam Rom v In Man's Country (Studio 2000, r. John Travis)
Nejlepší skupinová scéna (Best Group Scene)
Matt Bradshaw, Kevin Wolf a Todd Stevens v The Renegade (Falcon Studios, r. John Rutherford)
Ceny za produkci:
Nejlepší režie (Best Director)
Jerry Douglas za Flesh & Blood (All Worlds Video)
Nejlepší scénář (Best Screenplay)
Jerry Douglas za Flesh & Blood (All Worlds Video, r. Jerry Douglas)
Nejlepší umělecké vedení (Best Art Direction)
Desert Train (Titan Media, r. Robert Kirsch a Bruce Cam)
Nejlepší kamera (Best Cinematography)
Bruce Cam za Desert Train (Titan Media, r. Robert Kirsch a Bruce Cam)
Nejlepší střih (Best Editing)
Michael Ninn za Night Walk: A Bedtime Story (HIS Video, r. Michael Ninn a Gino Colbert)
Nejlepší hudba (Best Music)
Dino & Earl Ninn za Night Walk: A Bedtime Story (HIS Video, r. Michael Ninn a Gino Colbert)
Nejlepší CD ROM (Best CDROM)
Is Your Big Brother Home? (Titan Media, r. Christopher Harts a Bruce Cam)
Zvláštní ceny:
Síň slávy (Hall of Fame)

Humanitární cena Leo Forda (Leo Ford Humanitarian Award)
Troy Steele
[ zpět nahoru ]

### 1997
Ceny za produkt:
Nejlepší film (Best Video)
Naked Highway (BIG Video, r. Wash West)
Nejlepší sólový film (Best Solo Video)
Titan Men 1: All Alone in the Backwoods (Titan Media, r. Bruce Cam a Robert Kirsch)
Nejlepší sexuální komedie (Best Sex Comedy)
Dr. Jerkoff & Mr. Hard (BIG Video, r. Wash West)
Nejlepší mezinárodní film (Best International Video)
Gangsters At Large (Kristen Bjorn Video, r. Kristen Bjorn)
Nejlepší bisexuální film (Best Bisexual Video)
Night of the Living Bi-Dolls (Catalina Video, r. Josh Eliot)
Nejlepší specializovaný film (Best Special Interest Video)
Fallen Angel 1 (Titan Media, r. Bruce Cam a Robert Kirsch)
Nejlepší vyobrazení bezpečného sexu (Best Depiction of Safe Sex)
Positively Yours (All Worlds Video, r. Mike Donner)
Ceny za výkon:
Nejlepší herec (Best Actor)
Jim Buck v Dr. Jerkoff & Mr. Hard (BIG Video, r. Wash West)
Nejlepší herec ve vedlejší roli (Best Supporting Actor)
Vidkid Timo v Mardi Gras Cowboy (All Worlds Video, r. Rico de la Playa a Vidkid Timo)
Nejlepší nováček (Best Newcomer)
Jim Buck
Nejlepší aktivní herec (Best Top)
Tom Chase
Nejlepší pasivní herec (Best Bottom)
Derek Cameron
Nejlepší nesexuální role (Best Non-sexual Role)
Jack Francis v Hard Core (All Worlds Video, r. Chi Chi LaRue)
Nejlepší výstřik (Best Cum Shot)
Paul Morgan v Hawaiian Illustrated (All Worlds, r. T.J. Paris)
Nejlepší erotická scéna (Best Erotic Scene)
Jeff Palmer a Derek Cameron v Manhandlers (Falcon Studios, r. John Rutherford)
Nejlepší orální scéna (Best Oral Scene)
Mike Branson a Derek Cameron v The Chosen
Nejlepší skupinová scéna (Best Group Scene)
Tyler Grey, Rafiel Perez a Steve Sax v Gangsters At Large (Kristen Bjorn Video, r. Kristen Bjorn)
Ceny za produkci:
Nejlepší režie (Best Director)
Jerry Douglas za Family Values (Odyssey Men Video)
Nejlepší scénář (Best Screenplay)
Jerry Douglas za Family Values (Odyssey Men Video, r. Jerry Douglas)
Wash West za Naked Highway (BIG Video, r. Wash West)
Nejlepší kamera (Best Cinematography)
Wash West za Naked Highway (BIG Video, r. Wash West)
Nejlepší střih (Best Editing)
Dan-O-Rama za Naked Highway (BIG Video, r. Wash West)
Nejlepší hudba (Best Music)
Drance za Fallen Angel 1 (Titan Media, r. Bruce Cam a Robert Kirsch)
Nejlepší design (Best Production Design)
Matador (All Worlds Video, r. Michael Zen)
Zvláštní ceny:
Síň slávy (Hall of Fame)
Kevin Williams
Humanitární cena Leo Forda (Leo Ford Humanitarian Award)
Rick Van
[ zpět nahoru ]

### 1998
Ceny za produkt:
Nejlepší film (Best Video)
French Connections 1 & 2 (Falcon Studios, r. John Rutherford)
Nejlepší sólový film (Best Solo Video)
Alex and His Buddies (MarcoStudio, r. Max Julien)
Nejlepší sexuální komedie (Best Sex Comedy)
Thunder Balls (Fox Studio, r. Thor Stephens)
Nejlepší mezinárodní film (Best International Video)
ManWatcher (Kristen Bjorn Video, r. Kristen Bjorn)
Nejlepší bisexuální film (Best Bisexual Video)
Czech Bi Demand (All Worlds Video, r. Wim Hof)
Nejlepší specializovaný film (Best Special Interest Video)
Fallen Angel 2: Descending (Titan Media, r. Bruce Cam a Robert Kirsch)
Nejlepší vyobrazení bezpečného sexu (Best Depiction of Safe Sex)
A Lesson Learned (All Worlds Video, r. Mike Donner)
Ceny za výkon:
Nejlepší herec (Best Actor)
Vince Rockland v Three Brothers (New Age Pictures, r. Sam Slam a Gino Colbert)
Nejlepší herec ve vedlejší roli (Best Supporting Actor)
Joey Hart v Ryker's Revenge (Odyssey Men Video, r. Jim Steel)
Nejlepší nováček (Best Newcomer)
Mason Jarr
Nejlepší aktivní herec (Best Top)
Mike Branson
Nejlepší pasivní herec (Best Bottom)
Brennan Foster
Nejlepší nesexuální role (Best Non-sexual Role)
Vince Harrington
Nejlepší výstřik (Best Cum Shot)
Paul Morgan v Three Brothers (New Age Pictures, r. Sam Slam a Gino Colbert)
Nejlepší erotická scéna (Best Erotic Scene)
Derek Cameron, Hal Rockland, Vince Rockland a Shane Rockland v Three Brothers (New Age Pictures, r. Sam Slam a Gino Colbert)
Nejlepší skupinová scéna (Best Group Scene)
Derek Cameron, Hal Rockland, Vince Rockland a Shane Rockland v Three Brothers (New Age Pictures, r. Sam Slam a Gino Colbert)
Ceny za produkci:
Nejlepší režie (Best Director)
Sam Slam a Gino Colbert za Three Brothers (New Age Pictures)
Nejlepší scénář (Best Screenplay)
Sam Slam a Gino Colbert za Three Brothers (New Age Pictures, r. Sam Slam a Gino Colbert)
Nejlepší kamera (Best Cinematography)
French Connections 1 & 2 (Falcon Studios, r. John Rutherford)
Nejlepší střih (Best Editing)
Andrew Rosen a Dan-O-Rama za Link 2 Link (All Worlds Video, r. Chi Chi LaRue)
Nejlepší hudba (Best Music)
Brandy Dalton za Fallen Angel 2: Descending (Titan Media, r. Bruce Cam a Robert Kirsch)
Nejlepší obal (Best Packaging)
Ryker's Revenge (Odyssey Men Video, r. Jim Steel)
Nejlepší design (Best Production Design)
French Connections 1 & 2 (Falcon Studios, r. John Rutherford)
Zvláštní ceny:
Síň slávy (Hall of Fame)
Jack Travis alias John Trennel
Humanitární cena Leo Forda (Leo Ford Humanitarian Award)
Will Clark
[ zpět nahoru ]